# Бейбарыс
Хоккейный клуб «Бейбарыс» (каз. Beibarys) — казахстанская команда по хоккею с шайбой из Атырау. Четырехкратный чемпион Казахстана по хоккею с шайбой (2010/2011, 2011/2012, 2015/2016 и 2018/2019), двукратный финалист чемпионата Казахстана по хоккею с шайбой (2009/2010, 2012/2013), серебряный призёр IIHF Continental Cup(2016-2017). Выступает в казахстанской Pro Hokei Ligasy.

## История
14 августа 2009 года решением акима при Управлении туризма, физической культуры и спорта Атырауской области была создана хоккейная команда «Бейбарыс». На должность главного тренера приглашен Истомин Александр Анатольевич из города Серова.
В сезонах 2009/10 и 2012/2013 клуб брал «серебро» чемпионата Казахстана.
В сезонах 2010/11, 2011/12, 2015/16 и 2018/19 клуб становился чемпионом Казахстана.

## Достижения
Чемпионат Казахстана
- Чемпион ОЧРК (4): 2010/11, 2011/12, 2015/16, 2018/19
  -  Регулярка (2): 2011/2012, 2018/2019
- Финалист ОЧРК (2): 2009/10, 2012/2013
- Бронза ОЧРК (1): 2017/2018

Кубок Казахстана
- Финалист (2): 2012, 2017
- Бронза (1): 2019

Континентальный Кубок
- Финалист (1): 2016/17